# Bandera de Åland
La bandera de Åland está compuesta por un fondo azul ante el cual se sobrepone una doble cruz escandinava en amarillo oro y rojo. Esta bandera surge de una fusión entre las banderas de Suecia y la primitiva bandera de Finlandia. La bandera está diseñada por franjas horizontales en razón 16:3:4:3:26 y verticales en 12:3:4:3:12.

## Historia

Bandera no oficial de las Islas Åland (1921-1954).

El territorio de las islas Åland fue una antigua provincia de Suecia hasta 1809 cuando fue incorporada a Finlandia bajo dominación de Rusia. Con la independencia de Finlandia en 1917, los nativos aprovecharon la situación para tratar de reincorporarse a Suecia, sin embargo, esta idea fue rechazada por la Sociedad de Naciones que adjudicó el territorio a los fineses, pero bajo un mayor grado de autonomía, en 1921. 
En esta época, surge la primera idea de una bandera que representara a los nativos de las Islas Åland. En 1922 surge una bandera bicolor no oficial con tres bandas horizontales, de color amarillo la central y las restantes en azul, basados en la bandera de Suecia y en el escudo de la provincia.
Recién en la década de 1950, se propuso la idea de una bandera oficial, abriéndose un concurso. Los motivos favoritos eran la cruz Escandinava y los colores de la enseña anterior. La primera propuesta elegida (campo azul y doble cruz escandinava en amarillo y azul central) provocó el rechazo gubernamental debido a su extrema semejanza a la bandera sueca. Otras ideas surgidas fueron la tribanda de 1921 y una similar a la bandera de Finlandia con una cruz central amarilla.
Finalmente, la elegida fue la propuesta de una cruz escandinava de color amarillo y rojo (colores del escudo de armas de Finlandia) sobre un campo azul como el pabellón de Suecia, mezclando en forma armónica a ambos países como signo de unión. Esta bandera fue izada por primera vez el 3 de abril de 1954 en la ciudad de Mariehamn.

Propuesta "sueca"
Propuesta "finlandesa"